# VSCD-Mimeprijs
De VSCD Mime/Performance Prijs is een Nederlandse toneelprijs die jaarlijks wordt uitgereikt door de Vereniging van Schouwburg- en Concertgebouwdirecties (VSCD). Het is één prijs bedoeld voor een uitvoerende, een gezelschap, een regisseur of een producent. De prijs is voor de persoon/instantie/groep, die een wezenlijke bijdrage leverde aan de mime naar het inzicht van de jury. Ze werd voor het eerst uitgereikt in 1986. 
De Mime/Performance Prijs bestaat uit een bronzen beeld gemaakt door Eric Claus.

## Prijswinnaars
- 1986: Karina Holla & Ingrid Kuypers
- 1987: Tender
- 1988: Suver Nuver
- 1989: Jan Langedijk
- 1990: Toneelgroep Nieuw West
- 1991: Theatergroep Carver  / Onafhankelijk Toneel
- 1992: Paul Clark
- 1993: Gebroeders Flint
- 1994: Frits Vogels
- 1995: niet uitgereikt
- 1996: Jeanette van Steen
- 1997: Rob List
- 1998: Moniek Merkx
- 1999: Bambie
- 2000: Sanne van Rijn
- 2001: toneelgroep Golden Palace
- 2002: Ton Kas & Willem de Wolf
- 2003: Bambie
- 2004: Marcel Musters & Ton Kas
- 2005: Jetse Batelaan
- 2006: Marien Jongewaard
- 2007: René van 't Hof
- 2008: Dries Verhoeven
- 2009: Ton Kas
- 2010: Nicole Beutler (NBProjects)
- 2011: Hotel Modern
- 2012: Jakop Ahlbom
- 2013: Schweigman&
- 2014: Toneelgroep Oostpool
- 2015: KOPERGIETERY
- 2016: Theater Artemis
- 2017: Frascati Producties, Ism&Heit / Julian Hetzel
- 2018: Schweigman& Slagwerk
- 2019: Davy Pieters voor How to build a Universe
- 2020/2021: Nicole Beutler Projects voor 8: Metamorphosis
- 2022: URLAND voor De Gabber Opera
- 2023: Miet Warlop voor One Song
- 2024: Courtney May Robertson voor HUNTER.